# Barys Bikinin
Barys Sciapanawicz Bikinin lub Bikkinin (biał. Барыс Сцяпанавіч Бікінін lub Біккінін, ros. Борис Степанович Биккинин, Boris Stiepanowicz Bikkinin; ur. 8 marca 1947 w Bakałach) – radziecki i białoruski wojskowy i polityk, deputowany do Rady Najwyższej Republiki Białorusi XIII kadencji, w latach 1996–2000 deputowany do Izby Reprezentantów Zgromadzenia Narodowego Republiki Białorusi I kadencji.

## Życiorys

### Młodość i służba wojskowa
Urodził się 8 marca 1947 roku we wsi Bakały, w rejonie bakalińskim Baszkirskiej ASRR Rosyjskiej FSRR, ZSRR. W 1981 roku ukończył Czelabiński Państwowy Instytut Pedagogiczny, w 1985 roku – Akademię Wojskową im. Michaiła Frunzego ze specjalnością „przygotowanie dowódczo-sztabowe i operacyjno-taktyczne”. Posiada stopień pułkownika. W latach 1969–1995 służył w Siłach Zbrojnych ZSRR, a następnie Siłach Zbrojnych Białorusi jako dowódca plutonu, kompanii, batalionu, zastępca dowódcy, dowódca pułku, brygady, kierownik Wydziału Wojsk Wewnętrznych Ministerstwa Spraw Wewnętrznych Białorusi.

### Działalność parlamentarna
W drugiej turze wyborów parlamentarnych 28 maja 1995 roku został wybrany na deputowanego do Rady Najwyższej Republiki Białorusi XIII kadencji z Baranowickiego-Południowego Okręgu Wyborczego Nr 10. 9 stycznia 1996 roku został zaprzysiężony na deputowanego. Od 23 stycznia pełnił w Radzie Najwyższej funkcję członka Stałej Komisji ds. Bezpieczeństwa Narodowego, Obrony i Walki z Przestępczością. Był bezpartyjny, należał do popierającej prezydenta Alaksandra Łukaszenkę frakcji „Zgoda”, działał na rzecz utworzenia Białoruskiego Patriotycznego Związku Młodzieży. Poparł dokonaną przez prezydenta kontrowersyjną i częściowo nieuznaną międzynarodowo zmianę konstytucji. 27 listopada 1996 roku przestał uczestniczyć w pracach Rady Najwyższej i wszedł w skład utworzonej przez prezydenta Izby Reprezentantów Zgromadzenia Narodowego Republiki Białorusi I kadencji Pełnił w niej funkcję zastępcy przewodniczącego Komisji Bezpieczeństwa Narodowego. Zgodnie z Konstytucją Białorusi z 1994 roku jego mandat deputowanego do Rady Najwyższej zakończył się 9 stycznia 2001 roku; kolejne wybory do tego organu jednak nigdy się nie odbyły.
Od 1997 roku był deputowanym do Zgromadzenia Parlamentarnego Związku Białorusi i Rosji i pełnił w nim funkcję przewodniczącego Komisji ds. Bezpieczeństwa, Obrony i Walki z Przestępczością. Komisja ta liczyła w 2001 roku 7 członków.

## Odznaczenia
- Order Czerwonej Gwiazdy[5];
- Medal „Za zasługi bojowe”[5].

## Życie prywatne
Barys Bikinin jest żonaty, ma dwoje dzieci. W 1995 roku mieszkał w Baranowiczach.